# Parafia św. Zygmunta w Żelichowie
Parafia św. Zygmunta w Żelichowie – parafia rzymskokatolicka, znajdująca się w diecezji tarnowskiej, w dekanacie Żabno.